# Solanals
Solanal (Solanales) és un ordre de plantes amb flor.
L'ordre de les Solanals pren el nom del gènere solanum (el de la patatera i l'albergínia) 
El sistema APG II l'inclou en el grup asterid del dicotilèdons. Polemoniales és un sinònim antic per a aquest ordre.
En els sistemes de classificació més recents aquest ordre inclou les següents famílies:
- Família Solanaceae (inclou la família Nolanaceae)
- Família Convolvulaceae
- Família Montiniaceae
- Família Sphenocleaceae
- Família Hydroleaceae

En l'antic Sistema Cronquist (1981), l'ordre Solanales constava de les següents famílies:
- Família Solanaceae
- Família Convolvulaceae
- Família Duckeodendraceae
- Família Nolanaceae
- Família Cuscutaceae
- Família Retziaceae
- Família Menyanthaceae
- Família Polemoniaceae
- Família Hydrophyllaceae